# Huevo del cisne
El huevo del cisne es un huevo de Fabergé, uno de una serie de cincuenta y dos huevos enjoyados elaborados bajo la supervisión de Peter Carl Fabergé. Encargado en 1906 por el zar Nicolás II, fue presentado a la emperatriz viuda María Feodorovna en la Pascua ese año por su 40 aniversario de boda.

## Diseño
El huevo está realizado en esmalte malva, con ribete dorado. En el exterior hay un diseño de enrejado de cinta retorcida de diamantes de talla rosa, así como un diamante de retrato en la parte superior con la inscripción "1906". Otro diamante de retrato en el otro extremo una vez sostuvo el monograma imperial.

### Sorpresa
La "sorpresa" que contiene el huevo es un cisne en miniatura dorado y plateado sobre un "lago" de aguamarina. Al enrollar un engranaje debajo de una de las alas, el cuello y las alas mecánicas del cisne se mueven. En Rusia, el cisne se considera un símbolo de la vida familiar y la permanencia del vínculo matrimonial.
El cisne en miniatura sigue el modelo del cisne de plata de James Cox, un célebre autómata del siglo XVIII y que ahora se encuentra en el Museo Bowes, Barnard Castle, Condado de Durham, Inglaterra. Fabergé probablemente vio el autómata cuando estaba en exhibición en París en la Exposición Universal de 1867.

## Propiedad
Comprado por el rey Faruq de Egipto en 1949, el huevo fue vendido más tarde por el gobierno revolucionario egipcio en 1954 en la desafortunada subasta de las colecciones de su palacio. Esta venta vio la dispersión de cientos de objetos Fabergé recogidos por la familia real egipcia. El huevo fue comprado por Wartski's de Londres y luego vendido a la Fundación Edouard y Maurice Sandoz en Lausana, Suiza.